# Tierra Canela
Tierra Canela est un groupe équatorien de cumbia créé en 1999, qui fête ses 25 ans d'existence en 2024,. Le groupe, entièrement féminin, se composait en avril 2024 de Alexandra Ruiz, Estefany Guerrero, Johanna Quistial, Fabiana Buenaire et Elizabeth Nuñez.

## Historique
Le premier album du projet Tierra Canela, Tu recuerdo, est produit en 1998 par le label équatorien Herencia Musical avec les voix de Mercy Álvarez y Tanny Hidalgo. Le nom Tierra Canela est une référence au légendaire pays de la Cannelle, qu'on a parfois situé en Équateur au temps de la conquête de l'Amérique du Sud par les Espagnols. Au vu du succès de ce premier album, Herencia Musical décide de pérenniser le projet sous forme d'un groupe, qui n'inclut pas Álvarez et Hidalgo. Depuis lors, plus de soixante chanteuses se sont succédé comme membre du groupe, devenu une véritable «institution»,.

## Style
Au cours de ses 25 ans d'existence, le groupe Tierra Canela est resté fidèle à la cumbia, un style que le groupe, juge intemporel et susceptible de plaire à toutes les générations.
Si le groupe a une image «en partie sexualisée», avec des vêtements spectaculaires et très courts, Elisabeth Núñez précise que les costumes sont volontairement spectaculaires, avec brillants et paillettes, pour que ce soit ces costumes qui attirent l'attention. Le groupe vend ainsi «son talent mais pas son corps» résume-t-elle.